# Лебедёвка (Новосибирская область)
Лебедёвка — село в Искитимском районе Новосибирской области России. Административный центр Совхозного сельсовета.

## География
Расположено в 3 км от города Искитима, в 10 км от города Бердска, непосредственно прилегает к федеральной автодороге М52.

## Население
| 2002 | 2007  | 2010  | 2021  |
| ---- | ----- | ----- | ----- |
| 2248 | ↗2390 | ↗2435 | ↗3356 |

## Инфраструктура
В селе имеются: детский сад на 100 человек, средняя общеобразовательная школа на 250 человек, амбулатория, дом культуры, библиотека, стадион.
Действует водопровод холодного водоснабжения с забором воды из сети артезианских скважин, в 2012 г. введён в действие газопровод. Бо́льшая часть улиц асфальтирована.
На территории села находится агрофирма «Лебедевская» (зерновые, зернобобовые, кормовые культуры, разведение сельскохозяйственной птицы, крупного рогатого скота, мясо и пищевые субпродукты КРС и с/х птицы, яйца, молоко, корма для животных, кормовой микробиологический белок, премиксы, хлеб, мучные кондитерские изделия).